# Алкотин
Алкоти́н (порт. Alcoutim; [aɫko'tĩ]) — посёлок городского типа в Португалии, центр одноимённого муниципалитета в округе Фару. Численность населения — 1,1 тыс. жителей (посёлок), 3,3 тыс. жителей (муниципалитет). Посёлок и муниципалитет входит в регион Алгарве и субрегион Алгарве. Часть городской агломерации Большое Алгарве.

## Расположение
Посёлок расположен на востоке области Алгарве, на берегу реки Гвадиана, которая является пограничной рекой с испанской провинцией Уэльва.
Расстояние до:
- Лиссабон — 202 км
- Фару — 63 км
- Бежа — 70 км.

Муниципалитет граничит:
- на севере — муниципалитет Мертола,
- на востоке — область Уэльва в Испании,
- на юго-востоке — муниципалитет Каштру-Марин,
- на юго-западе — муниципалитет Тавира,
- на западе — муниципалитеты Лоле и Алмодовар.

## Население
| Население муниципалитета Алкотин (1801—2004) | Население муниципалитета Алкотин (1801—2004) | Население муниципалитета Алкотин (1801—2004) | Население муниципалитета Алкотин (1801—2004) | Население муниципалитета Алкотин (1801—2004) | Население муниципалитета Алкотин (1801—2004) | Население муниципалитета Алкотин (1801—2004) | Население муниципалитета Алкотин (1801—2004) | Население муниципалитета Алкотин (1801—2004) |
| -------------------------------------------- | -------------------------------------------- | -------------------------------------------- | -------------------------------------------- | -------------------------------------------- | -------------------------------------------- | -------------------------------------------- | -------------------------------------------- | -------------------------------------------- |
| 1801                                         | 1849                                         | 1900                                         | 1930                                         | 1960                                         | 1981                                         | 1991                                         | 2001                                         | 2004                                         |
| 7014                                         | 7045                                         | 9306                                         | 9124                                         | 9288                                         | 5262                                         | 4571                                         | 3770                                         | 3411                                         |

## История
Поселок основан в 1304 году.

## Достопримечательности
- Древне-римская дамба Аламу
- Замок Санта-Жуста
- Церковь Мартин-Лонгу
- Замок Форталеза-де-Алкотин (XIV век) — замок, основная достопримечательность городка, построен в XIV веке как пограничная крепость. В 1878 замок утратил важность, как военная крепость. Прежде чем замок был классифицирован как архитектурный памятник в 1973 году, он служил бойней для скота. В замке находится музей, в котором выставлены остатки старых стен и археологические находки.
- Древнеримская деревня Монтинью -дас-Ларанжейрас
- Замок Велью-де-Алкотин
- Церковь Носса-Сеньора-де-Консейсан — церковь (XVI век). Реконструирована в XVIII веке, сегодня здесь находится музей современного искусства.
- Церковь Матриз — основная церковь города, построена в 1554 г. Здесь достоин внимания портал эпохи Возрождения.

## Районы
| Фрегезии (районы) муниципалитета Алкотин | Фрегезии (районы) муниципалитета Алкотин | Фрегезии (районы) муниципалитета Алкотин | Фрегезии (районы) муниципалитета Алкотин | Фрегезии (районы) муниципалитета Алкотин | Фрегезии (районы) муниципалитета Алкотин | Фрегезии (районы) муниципалитета Алкотин |
| ---------------------------------------- | ---------------------------------------- | ---------------------------------------- | ---------------------------------------- | ---------------------------------------- | ---------------------------------------- | ---------------------------------------- |
| №                                        | Наименование                             | Оригинальное наименование                | Кол-во жителей чел.(2001)                | Территория км²                           | Плотность чел./км²                       | Почтовый индекс                          |
| 1                                        | Алкотин                                  | Alcoutim                                 | 1099                                     | 129,6                                    | 8,48                                     | 8970-000 ALCOUTIM                        |
| 2                                        | Вакейруш                                 | Vaqueiros                                | 693                                      | 145,63                                   | 4,76                                     | 8970-000 VAQUEIROS ACT                   |
| 3                                        | Жиойнш                                   | Giões                                    | 307                                      | 65,95                                    | 4,66                                     | 8970-000 GIOES                           |
| 4                                        | Мартин-Лонгу                             | Martim Longo                             | 1384                                     | 134,14                                   | 10,32                                    | 8970-000 MARTINLONGO                     |
| 5                                        | Перейру                                  | Pereiro                                  | 287                                      | 101,25                                   | 2,83                                     | 8970-000 PEREIRO ACT                     |